# Jeanie Boulet
Jeanie Boulet es un personaje de ficción del drama médico ER, interpretado por Gloria Reuben de 1995 a 1999, con una aparición especial en 2008. Boulet era asociado médico y trabajaba en la sala de urgencias del ficticio Hospital County General de Chicago.
Su personaje contrae VIH debido a las infidelidades de su esposo, y junto a Robin Scorpio de General Hospital, es una de los dos personajes de la televisión estadounidense que no es "asesinada" por los guionistas de la serie debido a su estatus de VIH positivo.

## Creación y desarrollo del personaje
Introducido en la primera temporada, en el episodio Long Day's Journey, Boulet es presentada como cuidadora de la anciana madre del Dr. Peter Benton, que más tarde fallece hacia finales de la temporada. Allí, se forma una relación extramatrimonial entre ambos (Boulet, cansada de su mujeriego marido Al (interpretado por Wolfgang Bodison, y luego por Michael Beach), era infeliz con su matrimonio). Benton es retratado como un serio y defensivo médico, seguro de sus acciones e inquietante; mientras Boulet es caracterizada como emocional y sensible.

(...) carácter fuerte, aguda e inteligente, pero, [ella] tiene un sentido del humor seco. Ella sabe exactamente lo que realiza profesionalmente, pero ella tiene un lado tierno, también.
Gloria Reuben

Las diferencias de personalidad entre los personajes conducen a varios enfrentamientos, ya que ambos tienen diferentes ideas sobre lo que es mejor para la enferma y progresivamente senil madre de Benton. En el episodio Full Moon, Saturday Night, Jeanie ordena amarrar a la anciana a la cama para prevenir lesiones. Furioso, Benton suelta las amarras, lo que conduce posteriormente a que esta caiga y se fracture la cadera. Benton y Jeanie se unen luego que él posteriormente acepta su orientación sobre cómo cuidar de su madre.
En su libro Bedside Manners: George Clooney and ER, el autor Sam Keenleyside comenta que la historia de ambos era punzante, pero que se pierde en el entramado del resto de la historias de la serie. El comienzo de un romance produjo un cambio en la disposición de Benton a lo largo de los siguientes episodios.

(...) parece estar descongelado (...) Bien vale la pena preguntar que ha sido lo que encendió esto, y la respuesta parece ser -si su cena con Jeanie tiene alguna indicación- que es un joven doctor enamorado. Si continúa con su rutina de chico bueno mientras él juega un papel secundario frente al marido de Jeanie queda por ver, pero dando a Benton un interés amoroso, no importa si malogrado, ofrecerá a su personaje algo de muy necesaria vida fuera del hospital.
Sam Keenleyside

Benton se ve satisfecho con su relación en progreso, pidiendo a Jeanie que abandone a su marido en el episodio Everything Old is New Again. Sin embargo, Jeanie se denota reticente y se aleja de Benton, dejando su relación poco clara. Según Keenleyside, esto queda deliberadamente como un cabo suelto para continuar con la historia durante la siguiente temporada, permitiendo a los guionistas ordenar las historias y permitir un romance entre ellos. Sin embargo, como el tercer miembro de un triángulo amoroso, Benton quedó con su personalidad autoritaria "incómodamente debilitada", por lo que Jeanie al negarse nuevamente a dejar a su marido, la relación terminar en malos términos.
En el episodio Days Like This, Jeanie es ascendida a miembro regular del elenco de la serie, donde su personaje comienza a trabajar a tiempo completo en la sala de urgencias del ficticio Hospital County General de Chicago, como asociado médico. Esto permite a su personaje, subordinado ante el cirujano residente Benton, que sea explotado laboralmente, hasta que ella se enfrenta a él. En el sumario de la trama, Keenleyside señala que es agradable el cambio de Jeanie, que hasta entonces solo estaba marcada por su relación con Benton, y que incluso es notable ver a este último en una situación de la "cola entre las piernas". Argumentalmente independiente ahora de Benton, el personaje de Boulet comienza a desarrollarse en carácter, a la vez que interactúa más con otros personajes, personal y paciente.

(...) este breve vistazo a Jeanie, libre de la presencia inquietante de Benton, indica que la sala de urgencias es definitivamente el lugar para su personaje. Si a ella se le permite continuar desarrollando su propio carácter, en vez de estar forzada en el contexto de Benton, podría convertirse en un complemento a Carter. Al igual que Carter, ella se preocupa de su trabajo, pero ella no tiene miedo a defenderse a sí misma -especialmente cuando Benton está en su camino-.
Sam Keenleyside

Sin embargo, el personaje es empujado más allá de lo que mecánicamente la historia de este es capaz hasta ese momento. En el episodio Take These Broken Wings, marca el inicio de una de las historias más notables de Jeanie, cuando su marido Al es ingresado en la sala de urgencias y, posteriormente, diagnosticado con VIH positivo. A medida que la segunda temporada llega a su fin, el estado de VIH de Jeanie como el de Benton quedan en duda. Al inicio de la tercera temporada, en el episodio Dr. Carter, I Presume, los guionistas de ER dejan caer la bomba del estatus de VIH positivo de Jeanie, mientras Benton arroja negativo. Jeanie decide gestionar y costearse su enfermedad en secreto, negándose a revelar su condición a sus jefes y colegas, decisión que Benton desaprueba, negándose a que ella trate pacientes de trauma en la misma sala que él. La decisión de Jeanie de no revelar su estado fue el resultado de encontrarse con un paciente seropositivo en el pabellón de tratamiento de sida del County General: este le insta a buscar tratamiento para su enfermedad en otro lugar, debido a las repercusiones negativas que pueden ocurrirle como trabajadora del hospital.
Además de las implicaciones profesionales y médicas del estado de salud de Jeanie, las implicaciones románticas también son explotaradas más adelante en la tercera temporada.

(...) la silenciosa y reacia decisión [de Jeanie] de no salir con el amigo de un paciente golpea en el tono adecuado, registrando no solo su decepción por tener que dejar pasar esta oportunidad, sino también su comprensión de que ella puede no ser capaz de aceptar a otro. La contrapartida de esta escena, proporcionada por el tentador encuentro de Benton con su ex-novia, Carla, lleva a casa el dolor de la situación [de Jeanie] con mucha fuerza, aunque un análisis más profundo de los retos románticos que enfrentan las personas con VIH todavía sería muy bienvenido.
Sam Keenleyside

## Biografía

### Primera a tercera temporadas
Fisioterapeuta contratada por Benton para cuidar a su anciana madre, Jeanie estaba casada con un obrero de la construcción llamado Al. Sin embargo, su matrimonio está en crisis debido a las continuas infidelidades de Al, lo que lleva a Jeanie a cometer adulterio con Benton. Sin embargo, Jeanie no toma una decisión sobre el futuro de su matrimonio, por lo que termina su relación con Benton.
En el episodio Days Like This, ingresa a trabajar al Hospital County General como asociado médico. Sin embargo, el principal nudo ocurre por el contagio de Al con VIH, que se lo transmite a Jeanie, generando uno de los principales nudos dramáticos del personaje. Aunque Benton no apoya inicialmente la decisión de Jeanie de seguir trabajando en el hospital, ella sigue trabajando, a la vez que la Dra. Kerry Weaver, médico tratante de la sala de urgencias, se entera de su estado y decide apoyarla en materia laboral, formándose una fuerte amistad entre ambas. Hacia mediados de la tercera temporada, Jeanie tiene su primera relación romántica desde su diagnóstico de VIH, con un médico de enfermedades infecciosas llamado Greg Fisher (Harry Lennix). Sin embargo, su cercanía con Al se reaviva, y Fisher rompe con ella luego de enterarse de la reunión entre ambos.

### Cuarta a sexta temporadas
Durante la cuarta temporada, Al pierde su trabajo debido a un accidente laboral, donde se le obliga a admitir frente a sus compañeros de trabajo (y amigos) que es VIH positivo, por lo que se muda a Atlanta, aun cuando Jeanie se niega a unirse a él y vuelven a separarse. Posteriormente, debido a recortes presupuestarios, Weaver debe despedir a Jeanie, lo que esta última entiende que es por su estado de VIH, luego que tuviera que romper una de sus restricciones laborales de seguridad para salvar la vida de un paciente. Luego de amenazar con demandar al hospital por discriminación, el jefe de personal, Dr. Donald Anspaugh, debe recontratarla. Más tarde, él mismo le pide cuidar a su joven hijo Scott (Trevor Morgan), que sufre de un linfoma de células B. Se forma una fuerte amistad entre ambos, a la vez que Scott se niega a seguir con el tratamiento debido a la agresividad de este, y finalmente fallece.
A la vez que comienza a ayudar a Carol Hathaway en su clínica gratuita, sufre un accidente automovilístico en el episodio The Storm de la quinta temporada, donde descubre además que un paciente le ha contraído hepatitis C.
A principios de la sexta temporada, Jeanie adopta un bebé con VIH positivo niño llamado Carlos, luego que su madre muere en el hospital, y se casa con un oficial de policía llamado Reggie Moore. Ella trata de equilibrar a su familia y su trabajo, pero finalmente decide abandonar el County General con el fin de pasar más tiempo con su familia. En su episodio final, The Peace of Wild Things, Weaver le ofrece volver al hospital cuando quiera, y se despiden con un afectuoso abrazo. Sin embargo, ella nunca vuelve a trabajar.

### Vida posterior
En enero de 2008, en el episodio Status Quo de la decimocuarta temporada, Jeanie vuelve al hospital debido a una caída de su hijo Carlos durante una clase de educación física. Luego de encontrarse con las enfermeras Chuny Márquez y Haleh Adams (único personal que aun trabajaba en el hospital desde la época en que renunció), cuenta que se ha separado de su esposo Reggie, y que su exesposo Al ha fallecido dos años antes debido al sida, informando que no podía reconocerla y que había enflaquecido muchísimo.
Una tomografía computarizada muestra que Carlos tiene un tumor, clásico síntoma del sida, y decide apoyar los esfuerzos del personal del hospital para paliar los problemas de su hijo. Debido a su inspiración, ya que lideraba una clínica de consejería a jóvenes con VIH en el sector norte de Chicago, el Dr. Greg Pratt decide continuar en su trabajo.
A diferencia del resto de los personajes del elenco principal, es la única que no es mencionada en la temporada final.

## Recepción del personaje
Discutiendo la interpretación del personaje de Reuben, un miembro del New York Entertainment afirma:

Siempre ha habido un gran placer en el hermoso y abierto rostro de Reuben en momentos como este, se puede escuchar esas escenas hasta la empuñadura, creando en nosotros una gran simpatía por su personaje. (...) No hemos podido soportar verla sufrir así, pero no podíamos dejar de verla sufrir, y morimos un poco con cada herida que los productores la golpearon.

Se ha sugerido que la decisión de los productores de dar a Jeanie el estatus de VIH positivo, era un llamado a tomar atención sobre la enfermedad dentro de la comunidad negra, especialmente las mujeres. Jeanie, como la gran mayoría de los casos femeninos de sida en los Estados Unidos en 1997, era negra, heterosexual y adquirió VIH por contagio de una pareja estable. Sin embargo, se ha observado que algunos espectadores se han ofendido por el que Jeanie, cuya vida privada nunca retratada ampliamente a diferencia de otros personajes de la serie, fuera la que contrajo el virus.
Los aspectos de la historia del VIH han sido criticados, específicamente el poco tiempo que se dio en pantalla a la dramatización de los procedimientos clínicos que determinan el diagnóstico de Jeanie. Cuando esta descubrió que su marido tenía sida en el final de la segunda temporada, Jeanie envía una muestra de sangre para su análisis, sin mostrarse los múltiples procedimientos clínicos involucrados en la prueba.
El regreso de Jeanie Boulet a la serie, como personaje invitado en 2008, fue bien recibido por los críticos de televisión.

### Premios y nominaciones
Por su trabajo en ER, Reuben ganó el Premio Viewers for Quality Television a la mejor actriz de reparto en 1997 y 1998, por las tercera y cuarta temporadas, respectivamente.
A su vez, fue nominada al Premio Emmy a la mejor actriz de reparto en una serie dramática en 1997 y 1998; al Globo de Oro a la mejor actriz de reparto de serie, miniserie o telefilme en 1997; y al NAACP Image Award a la mejor actriz en 1997.